# Šulinkatte
Šulinkatte ist ein hethitischer Gott hattischen Ursprungs und Namens.
Sein hattischer Namen bedeutet „König des šuli“, wobei das ansonsten unbekannte Wort fragend mit „Schwert“ übersetzt wird, da der Gott mit DINGIRU.GUR gleichgesetzt wurde, dessen Emblem das Schwert ist. Die Gleichsetzung mit ZA.BA4.BA4 zeigt, dass er ein Kriegsgott ist. In einem Ritual zum Bau des Königspalastes wird er als Torwächter eingesetzt, weshalb er auch Opfer an Stadttoren erhielt.
In seiner Kultstadt Tamarmara wurden ihm jährlich ein Winter- und ein Frühlingsfest gefeiert. Sein Kultbild war ein Mann aus Silber, der auf einem Löwen aus Holz steht. In der einen Hand hält er einen Dolch, in der anderen ein Menschenhaupt.
In Nerik galt Šulinkatte als Partner der Sonnengöttin der Erde und Vater des Wettergottes von Nerik, der deshalb auch Šulinkattainu „kleiner Šulinkatte“ genannt wurde. Er gehört zu den Gottheiten, die in Zalpa und in Karaḫna verehrt wurden. 
Er hatte auch einen Kultplatz auf dem Büyükkale in Ḫattuša. In Ḫattuša wurde er auch beim AN.TAḪ.ŠUM-Fest verehrt.